# Argia (caballito)
Argia es un género de odonato de la familia Coenagrionidae.

## Taxonomía
Argia fue descrito por primera vez por el entomólogo francés Jules Pierre Rambur y la descripción publicada en "Histoire naturelle des insectes. Névroptères" en 1842.

### Especies
- Argia acridens Garrison & von Ellenrieder, 2018
- Argia adamsi Calvert, 1902

etc.